# Philoxenos (Satrap)
Philoxenos (altgriechisch Φιλόξενος Philóxenos) war der Name zweier makedonischer Gefolgsmänner Alexanders des Großen, wobei eine gemeinsame Identität beider Personen wahrscheinlich ist. 
Im Jahr 323 v. Chr. führte Philoxenos, Statthalter (Satrap) von Karien, dem in Babylon weilenden Alexander ein Truppenkontingent zu. Offenbar hatte er zu einem unbekannten Zeitpunkt zuvor diese Provinz nach dem Tod der Fürstin Ada übernommen. Inwiefern er mit dem im Jahr 331 v. Chr. in Kleinasien eingesetzten gleichnamigen obersten Zivilverwalter identisch gewesen war, ist strittig. In der auf den Tod Alexanders erfolgten Reichsordnung von Babylon wurde er jedenfalls nicht mehr als Statthalter Kariens berücksichtigt, wo nun Asandros eingesetzt wurde.
Mit größerer Wahrscheinlichkeit war der „karische Philoxenos“ mit dem im Jahr 322 v. Chr. vom Reichsregenten Perdikkas eingesetzten Statthalter Kilikiens identisch. Obwohl der Regent 320 v. Chr. im ersten Diadochenkrieg unterlag, wurde Philoxenos von den Siegern auf der Konferenz von Triparadeisos in diesem Amt bestätigt. Danach ist nichts mehr zu ihm überliefert.